# پسر اسب سفید
پسر اسب سفید (مجاری: Fehérlófia) یک فیلم پویانمایی فانتزی و ماجراجویی مجارستانی محصول سال ۱۹۸۱ به کارگردانی مارتسل یانکوویچ است. شخصیت اصلی داستان، «Fehérlófia» (پسر اسب سفید) است که نیرویی فراانسانی دارد. این اثر بر اساس منظومه‌ای روایی با همین عنوان از لاسلُو آرانی و افسانه‌های کهن هون‌‌ها، آوارهای اوراسیایی و مجارها ساخته شده و ادای احترامی است به اقوام باستانی دشت‌نشین.

## داستان
فانیوو (تکان‌دهندهٔ درخت) سومین فرزند یک اسب است و قدرت خود را از شیر خوردن از آن اسب به‌دست می‌آورد. او داستان‌های کهن را می‌شنود، عمدتاً دربارهٔ نیای بزرگ و پایان فرمانروایی‌اش که به‌دلیل رهایی اژدهاهای انسان‌نما به‌دست همسران سه پسر نیای بزرگ روی داده است. پس از مرگ اسب، فانیوو تصمیم می‌گیرد اژدهاهایی را که قدرت را در جهان به‌دست گرفته‌اند، نابود کند. او با دو برادر خود، کومورزولو (خردکنندهٔ سنگ) و واشگیورو (مالندهٔ آهن) دیدار می‌کند که آن‌ها نیز قدرت‌هایی شبیه به او دارند. در جست‌وجوی دروازهٔ زیرزمین (جایگاه اژدهاهای انسان‌نما)، آن‌ها درون تنهٔ یک درخت بزرگ ساکن می‌شوند. هر روز یکی از آن‌ها در آنجا می‌ماند تا فرنی بپزد و طناب ببافد، در حالی‌که دو نفر دیگر دنبال دروازهٔ زیرزمین می‌گردند. موجودی باستانی و مزاحم به نام «هِتسونییو کاپانیانی مونیوک» (کوتولهٔ جمجمه‌مانند هفت‌باله) از آن‌ها درخواست فرنی می‌کند. کومورزولو و واشگیورو از دادن غذا به او خودداری می‌کنند و در نتیجه، کوتوله به آن‌ها حمله می‌کند و فرنی را از شکمشان بیرون می‌کشد. اما فانیوو او را شکست داده، ریشش را در تنهٔ درخت گیر می‌اندازد. کوتوله برای رهایی، درخت را می‌اندازد و در زیر آن ورودی زیرزمین پیدا می‌شود. آن‌ها ریشش — منبع قدرتش — را می‌تراشند و از آن شمشیری برای فانیوو می‌سازند.
تنها فانیوو جرئت رفتن به زیرزمین را دارد. او کوتوله را می‌یابد؛ با او پیمانی می‌بندد و کوتوله او را به سوی شاهزاده‌دختری راهنمایی می‌کند. فانیوو اژدهای نخست را می‌کشد، شاهزاده سپس او را به سوی دومین اژدها می‌برد و او نیز کشته می‌شود و نهایتاً سومین اژدها را نیز از پای درمی‌آورد. پس از پیروزی، کومورزولو و واشگیورو دیگچه‌ای را بالا می‌کشند که شاهزاده‌دخترها در آن هستند. در نوبت بعد، فانیوو سه سیب که هر کدام حاوی قصر یکی از شاهزاده‌دخترهاست، درون دیگچه می‌گذارد. اما دیگچه بسیار سنگین می‌شود و کسی نمی‌تواند آن را بالا بکشد. ورودی بسته می‌شود و فانیوو در زیرزمین می‌ماند. کوتوله در ازای بازگرداندن ریشش به او، می‌گوید شیردالی وجود دارد که می‌تواند فانیوو را بالا ببرد. ماری می‌کوشد بچه‌های شیردال را بخورد، اما فانیوو جلوی آن را می‌گیرد. پدر شیردال از او سپاس‌گزاری کرده و پیشنهاد می‌دهد او را به جهان بالا ببرد. اما سفر طولانی است، و فانیوو باید دوازده گاو و دوازده بشکه شراب تهیه کند. با شکست اژدهاها، نیای بزرگ دوباره قدرت یافته و این گاوها و شراب‌ها را در اختیار فانیوو می‌گذارد. در میانهٔ پرواز، فانیوو برای تغذیهٔ شیردال، پای خود را می‌برد.
پس از رسیدن، بچه‌های شیردال پای او را بازسازی می‌کنند که به قدرتش می‌افزاید. فانیوو از برادرانش عصبانی است، چون گمان می‌کند آن‌ها او را عمداً جا گذاشته‌اند، اما در نهایت آن‌ها را می‌بخشد. سه برادر با شاهزاده‌دخترها ازدواج کرده و در قصرها ساکن می‌شوند. داستان با زندگی خوش آن‌ها تا زمان مرگشان پایان می‌یابد.
در صحنهٔ پایانی، فانیوو را می‌بینیم که در بالای چشم‌اندازی امروزی راه می‌رود و سپس تصویر سیاه می‌شود.

## تولید
این فیلم در فاصلهٔ سال‌های ۱۹۷۹ تا ۱۹۸۱ ساخته شد. این دومین فیلم بلند پویانمایی مارتسل یانکوویچ است.

## تطبیق با اسطوره‌شناسی
میان داستان اصلی Fehérlófia و فیلم تفاوت‌هایی وجود دارد. در فیلم پسر اسب سفید، شخصیت‌های Fehérlófia و فانیوو یکی هستند. فیلم عناصری از اسطوره‌های آفرینش از جمله اُشانا (نیازاد)، اُشتابا (نیابزرگ) و درخت جهان (ویلاگفا) را در خود دارد.

## بازخورد و میراث
فیلم پسر اسب سفید در المپیاد پویانمایی سال ۱۹۸۴ در جایگاه ۴۹ قرار گرفت. در متاکریتیک، امتیاز فیلم ۹۰ از ۱۰۰ است که بر اساس نقد پنج منتقد است و به معنی «تحسین جهانی» شناخته شده است.
چارلز سالومون، تاریخ‌نگار انیمیشن (که نخستین بار فیلم را در سال ۱۹۸۳ در نمایش آکادمی دید) این فیلم را تحت عنوان The White Mare's Son یکی از بهترین انیمیشن‌های دههٔ ۱۹۸۰ معرفی کرده است.
این فیلم با عنوان The White Mare در جشنواره بین‌المللی پویانمایی لس‌آنجلس در سپتامبر ۱۹۸۵ نمایش داده شد.
این اثر به‌سرعت به فیلمی کالت بدل شد و دنبال‌کنندگانی همچون راجر آلرس (انیماتور دیزنی که یانکوویچ را برای کار بر روی Kingdom of the Sun که بعدها تبدیل به زندگی جدید امپراتور شد استخدام کرد) و پیتر چانگ (آفرینندهٔ Aeon Flux) پیدا کرد که نخستین بار فیلم را در سال ۱۹۸۴ دیده بود.

## بازسازی
نسخه‌ای با کیفیت ۴K از این فیلم توسط استودیوی Arbelos Films در لس‌آنجلس بازسازی شد. این نسخه نخستین بار در ۲۸ ژوئیهٔ ۲۰۱۹ در جشنواره بین‌المللی فیلم فنتیژا نمایش داده شد و برنامه‌هایی برای اکران سینمایی آن وجود داشت، اما به‌دلیل دنیاگیری کووید-۱۹ این برنامه‌ها لغو شد. فیلم در عوض در تاریخ ۱۷ اوت ۲۰۲۰ در ویمیو منتشر شد، که نخستین توزیع رسمی آن در آمریکا پس از چند دهه بود. نسخهٔ دیسک بلوری این فیلم از سوی Arbelos در ۸ ژوئن ۲۰۲۱ عرضه شد که شامل برخی آثار پیشین یانکوویچ از جمله پویانمایی نامزد جوایز اسکار یعنی سیزیفوس و یانوش پهلوان نیز بود.